# Plectroglyphidodon sindonis
Plectroglyphidodon sindonis är en fiskart som först beskrevs av Jordan och Evermann, 1903.  Plectroglyphidodon sindonis ingår i släktet Plectroglyphidodon och familjen Pomacentridae. Inga underarter finns listade i Catalogue of Life.